# Caecilia Metella (Mutter des Clodius Pulcher)
Caecilia Metella war ein Mitglied des altrömischen Plebejergeschlechts der Caecilier und die Tochter des Konsuls von 123 v. Chr., Quintus Caecilius Metellus Balearicus. Ihr Bruder war der Konsul von 98 v. Chr., Quintus Caecilius Metellus Nepos. Im Zuge der Heiratspolitik der Meteller ehelichte sie den Konsul von 79 v. Chr., Appius Claudius Pulcher. Dieser Verbindung entstammten drei Söhne und drei Töchter:
- Appius Claudius Pulcher, Konsul 54 v. Chr.
- Gaius Claudius Pulcher, Prätor 56 v. Chr.
- Publius Clodius Pulcher, Volkstribun 58 v. Chr.
- Clodia, Gattin des Quintus Marcius Rex, Konsul 68 v. Chr.
- Clodia, Gattin des Quintus Caecilius Metellus Celer, Konsul 60 v. Chr.
- Clodia, Gattin des berühmten römischen Feldherrn und Konsuls von 74 v. Chr.,  Lucius Licinius Lucullus

Der Redner Marcus Tullius Cicero berichtet, dass aufgrund eines Traumes von Caecilia Metella im Marsischen Krieg der Tempel der Göttin Iuno Sospita 90 v. Chr. auf Befehl des Senats wiederhergestellt wurde. Als Sextus Roscius, der Sohn eines gleichnamigen Gutsbesitzers aus Ameria, nach der Konfiskation der Güter seines Vaters während der Proskriptionen Sullas mittellos wurde, gewährte Caecilia Metella ihm 80 v. Chr. Aufnahme in ihrem Haus in Rom und Unterstützung. Mit seinem ermordeten Vater war sie befreundet gewesen.